# 暮蟬悲鳴時 (電影)
《暮蟬悲鳴時》（日語：ひぐらしのなく頃に）為「暮蟬悲鳴時」系列電影第一部，於2008年5月10日在日本上映，由及川中執導，內容為原作《暮蟬悲鳴時 鬼隱篇》。本片未在中文地區上映。

## 劇情大綱
昭和58年6月、前原圭一與父母從東京搬來了XX縣鹿骨市的一個小山村雛見澤村，在學校與龍宮禮奈、園崎魅音、北條沙都子以及古手梨花變成了好友，但是當他從同樣是外地人的富竹次郎以及村裡的護士鷹野三四口中聽到這裡發生了分屍殺人案時，心中開始覺得有異，在村裡每年都會辦的「綿流祭」後，圭一平常的生活即將開始崩潰。在綿流祭當天的晚上，圭一因為尿急而去找卫生间，卻發現富竹與鷹野來到了禮奈與魅音所說「禁止進入」的祭具殿，裡頭放的全是拷刑用具。
「綿流祭原本叫做腸流祭。」
鷹野與富竹對他透露出了恐怖的真相，雛見澤村塵封的血腥秘密在古代，在綿流祭當天，會把一個人拿來當作祭品，由台上的巫女殺害後，將其內臟掏出，給村民分食。
後來，圭一被禮奈以及魅音拖回了祭典儀式。
在某日，身為刑警的大石藏人來到學校，將圭一來談話，跟他說明每年在綿流祭過後「御社神大人的作祟」，即一人死亡，一人失蹤的事件，發現了富竹次郎的遺體，鷹野三四則是失蹤。
另外一件怪事發生在圭一身上，他開始無意識的抓他的喉嚨。
對雛見澤怪死事件十分執著的大石希望圭一能夠幫助他找出真相。但是，在他們談完話後，禮奈怪異的舉動令圭一十分不自在。在禮奈借給他雨傘時，他也問了禮奈有關怪死是件的事情，認為禮奈一定有事在瞞他。正當他責怪禮奈對身為朋友的自己有秘密時，禮奈卻用極不尋常的眼神望著圭一。
「你說謊！」
她已經知道圭一在調查雛見澤怪死事件的事情了。
「你自己不是也有事情瞞著我們嗎？」
在那天後，圭一變得不愛與班上的所有人相處，而他也與大石時時用電話聯繫。圭一從大石的口中得知了失蹤的沙都子之兄，北條悟史的事件以及龍宮禮奈在茨城的學校精神異常，將全校玻璃打破，還痛毆一名男同學成傷，嘴上還不斷唸著唸著「御社神大人對不起」的事，讓圭一越來越害怕。
後來，魅音與禮奈送了便當來，分成A、B、C三個飯團，要圭一猜出哪一個是禮奈做的，如果猜錯就用麥克筆畫臉，而圭一只能接受。正當他將禮奈做的「B」放入口中時，一根針從他的口腔穿出臉頰。
圭一在學校中拿起了悟史的舊球棒揮舞著。
「悟史，你到底去哪了......」
魅音走到他的身邊，說出了「只要在綿流祭後，就可以殺掉與村子為敵的人」、「悟史明明沒有犯錯啊」
「那我到底做了什麼！？」
魅音撕開了他貼在臉上的繃帶，開始拍桌狂笑，受到驚嚇的圭一從學校逃回家中，聽到門鈴聲，鎖鍊還沒解開就看到了禮奈用柴刀開始邊砍鎖鍊邊狂笑，直到圭一用門夾住她的手才停止。想逃到古手神社的圭一卻遭到開著白色休旅車的男人以及村民們追殺，當他跑到鳥居時，只看見梨花與沙都子站在面前。
「結束了。」
圭一從家中醒來，禮奈與魅音坐在他旁邊。
「圭一，你的頭好熱，是不是發燒了？」
「那麼我們來幫他擦身體吧。」
她們兩人不由分說的將圭一的衣服脫掉，只見魅音手上拿著裝滿不明藥劑的針筒，準備注射—
「糟透了......」
圭一再次醒來，當他望著自己前面時，赫然發現禮奈與魅音的屍體，而且不只整個房間，連他的身上都沾滿了她們的鲜血。
他用球棒將她們殺了。
圭一寫完幾張便條後，從家中逃到了電話亭，將電話撥給了大石，此時，他的喉嚨開始出血，他快死了，就像富竹的死法相同，頸動脈破裂而死亡。
「原來是......這樣啊......對不起......御社神大人」
一名頭上長著角的少女正在看著他。
數日後，大石的搜查團隊在圭一房間的時鐘後找到了他寫的便條，只是圭一寫的「魅音手上的針筒」裡包著的針筒，卻換成了沾著血的麥克筆......
同時奄奄一息的圭一在入江診所中，昏迷中的他看到了從前與禮奈等人一齊遊玩的美好時光的夢境後，流下了一滴眼淚，就斷了氣。
事件的真相，仍是個謎......

## 主題歌
- 片首曲：《WHEEL OF FORTUNE（運命の輪）》
- 片尾曲：

## 演員
- 前原圭一：前田公輝
- 龍宮禮奈：松山愛里
- 園崎魅音：飛鳥凜
- 北條沙都子：小野惠令奈（AKB48）
- 古手梨花：愛加
- 大石藏人：杉本哲太
- 富竹次郎：谷口賢志
- 鷹野三四：川原亞矢子
- 入江京介：田中幸太朗
- 知惠留美子：三輪瞳
- 前原伊知郎：米山善吉
- 前原藍子：星陽子

## 外部連結
- 網際網路電影資料庫（IMDb）上《暮蟬悲鳴時 （页面存档备份，存于）》的資料
- 日本官網 （页面存档备份，存于）